# Soul to Seoul
Soul to Seoul (이스트 코스트?), lett. "Costa orientale", è un manhwa di Kim Jea-Eun incentrato sulle vicende di alcuni giovani statunitensi di origini coreane, ambientato a New York. Pubblicata originariamente dall'editore Daiwon, l'opera è stata diffusa negli Stati Uniti da Tokyopop nel 2005 .

## Trama
Sunil Sohn, da poco giunta a New York dalla Corea del Sud, si ritrova a seguire fino al degradato quartiere di Harlem il misterioso ed affascinante compagno di scuola Kai. Durante uno di questi pedinamenti il ragazzo la nota e poco dopo le si dichiara.
Tra i due nasce una profonda ed imprevedibile storia d'amore che rende gelosissima Gelda, la sorella di Kai, e Spike, il suo migliore amico – anch'egli innamorato di Sunil - che finisce per essere arrestato.
Kai paga la cauzione all'amico grazie ad un prestito chiesto alla mafia coreana ed inizia così a lavorare come assassino.
Intanto le vicende dei Lee si complicano e Gelda, inizialmente ostile, finisce per innamorarsi di JJ, “fratello adottivo onorario” e segretamente cantante dei NOBO-D, un gruppo punk-rock emergente.
L'amicizia di Kai con Spike finisce quando questi sparisce, abbandonando la scuola per poi tornare come giovane guardia del corpo, ancora innamorato di Sunil. Kai incontra inoltre l'ambigua e pericolosa figura di 
Sujin Kwon, assassino per conto della mafia cinese e suo inaspettato alleato.
Quando Kai riceve l'ordine di uccidere un tale Sidney J. Cobai, il ragazzo scopre con orrore di aver come obiettivo il suo padre biologico. Frastornato dalla rivelazione, viene aggredito da Sujin, che si rivela infine essere un suo velenoso nemico. Dopo aver ucciso il coreano doppiogiochista e ferito il padre al punto di crederlo morto, Kai si sente sopraffatto dallo shock e dalle responsabilità del suo gesto e si uccide.
Contemporaneamente JJ, dopo un breve idillio in cui era stato adottato da un amico dei Lee, decide di tornare in Corea, perché questo si augurava di fare il suo padre adottivo prima di morire. Gelda, disperata all'idea di perdere il suo amore, decide di raggiungerlo al più presto dopo i funerali del fratello.
Sunil, ormai sola, non può fare a meno di interrogarsi sulla sua effimera storia con Kai e sulle ombre che il ragazzo celava nel cuore. Ma, come le dimostra Spike ormai legato ad una solare poliziotta coreana, la vita va avanti.

## Personaggi
Sunil Sohn
Seppur sognando da sempre di trasferirsi a New York, quando il suo desiderio si realizza, scopre con amarezza di aver la nostalgia per la Corea e la sua vita in Asia. Innamoratasi di Kai, Sunil lo ama nonostante l'ambiente torbido che il ragazzo frequenta. Nonostante l'aspetto poco femminile, Sunil ha diversi ammiratori, sprigionando suo malgrado un fascino magnetico.
Kai (Kangil) Lee
Figlio di Yunhee e di un suo partner durante gli anni giovanili, Kai viene cresciuto dal nuovo compagno della madre, assieme alla sorellastra Gelda. Sfuggente e misterioso, il ragazzo nonostante l'ambiente familiare borghese, ama circondarsi delle peggiori compagnie e rischiare di mettersi nei guai.
Il suo migliore amico è Spike, ma quando questi gli indica la compagna Sunil non riesce a non dichiararsi lui stesso alla ragazza, tradendo così l'amico e la loro antica amicizia.
Quando Spike si mette nei guai, è Kai però a pagare la cauzione finendo persino per chiedere un prestito ad un gangster dell'ambiente mafioso coreano. Da allora inizia a lavorare suo malgrado come sicario. Sunil cerca di allontanarlo da tali ambienti, ma invano.
Gelda (Heesun) Lee
Sorella minore di Kai, ha per il fratello un affetto ossessivo, che la portano alla più grande insofferenza verso le fidanzate del ragazzo e ai gesti più vistosi di esclusione nei confronti di JJ. Quando l'amica Sally la porta a vedere il gruppo del “fratellastro onorario”, Gelda finisce per vedere il giovane sotto un'altra luce, finendo per innamorarsene. Quando JJ decide di andare in Corea sopraffatto dal turbine di eventi dolorosi che l'hanno assalito a New York, Gelda supplica i genitori di poterlo raggiungere nelle madre patria. Consapevole di dover aspettare ancora un poco per essere sufficientemente grande ed ottenere il benestare dei genitori, Gelda non smette di immaginarsi accanto a JJ in un prossimo futuro.
Spike L. Washington
Figlio di un matrimonio misto fra una donna coreana ed un nero newyorchese, Spike ha perso prematuramente la madre e da allora non può che subire il fascino rassicurante e materno che gli ispirano le donne coreane. Scorta per caso Sunil intenta a pedinare Kai, finisce per innamorarsene. Dopo aver scoperto della storia fra lei e Kai, si allontana da scuola e dagli amici iniziando a lavorare ma, finendo incautamente a mettersi contro alcuni soggetti poco raccomandabili del quartiere. Costretto a sparire da Harlem, torna a scuola dopo essersi fatto una fama come guardia del corpo, assunto da una celebre modella liceale di intimo, Hillary Reed. Nonostante la lontananza non dimentica Sunil e sogna ancora di potersi mettere con lei.
La sua predilezione per le donne asiatiche e per i lavori d'azione lo porteranno dopo a diventare un poliziotto e a sposare la coreana sua insegnante.
J.J. Judas Jesus
Figlio di un matrimonio misto, poi abbandonato e successivamente adottato da una giovane coppia, Judas Jesus viene definitivamente abbandonato all'età di 12 anni, quando i due genitori divorziano. Costretto a vivere per strada e a rubacchiare per poter sopravvivere, un giorno ruba il portafoglio a Kai. Questi, dopo un lungo inseguimento desiste, ma reincontrato per caso nuovamente il ragazzo, gli propone inaspettatamente di venire a vivere sotto il tetto dei Lee. Judas Jesus, accettata l'offerta, finisce per tornare sulla buona strada, amato dai coniugi Lee e protetto da Kai che sostiene di vederlo come un fratello. Discreto e tranquillo, JJ in realtà è un celebre cantante punk-rock nel panorama della musica underground. Il suo gruppo i NOBO-D finisce persino per affascinare Gelda.
Dopo aver perso anche la figura temporanea di padre di Hyung Chul Hwang, decide di tornare da solo in Corea, per riscoprire le proprie origini.
Sangyul Choi
Cugino di Kai e Gelda, si trasferisce a New York ospite dei Lee per studiare e migliorare le proprie conoscenze dell'inglese. Ostile a Kai durante l'infanzia, a causa del passato i rapporti tra i due rimangono tesi. Poco incline allo studio e facilmente preda di cattive compagnie, Sangyul finisce per scoprire la tresca tra la zia Yunhee e l'artista Sidney e, su consiglio dei suoi “amici”, per ricattare la donna. Nonostante i sensi di colpa, il ragazzo cede infine alla tentazione del denaro.
Sally
Amica di Gelda, rimane affascinata dal sorriso di JJ dopo averlo incrociato per caso a casa dell'amica. Un giorno, decisa a pedinare il ragazzo, finisce con Gelda in un locale in cui si esibiscono i NOBO-D. Adorando JJ e la sua musica è la prima ad iscriversi al fan-club. Gelda, che inizialmente prendeva in giro l'amica per la sua cotta, finisce via via per nutrire un sentimento di antagonismo verso Sally, innamoratasi ormai anch'ella del fratello adottivo.
Sujin Kwon
Coreano, è divenuto comunque adepto della mafia cinese. Assoldato da questa per assassinare Kai, divenuto un soggetto pericoloso per i boss cinesi, Sujin preferisce tradire l'organizzazione e schierarsi col ragazzo. Quando questi gliene chiede il motivo Sujin gli risponde placidamente di essersi innamorato di lui e di voler solo che sopravviva nonostante il losco giro di affari in cui si è invischiato. Alla fine ammette al neo assassino, di aver sempre finto per ferire di più Kai e trascinarlo in una spirale di dannazione sofferenza sempre più insopportabili. Nella lotta all'ultimo sangue contro Kai, rimane ferito ed ucciso da quest'ultimo.
Hyung Chul Hwang
Amico stretto del padre di Gelda e vedovo da poco, lamenta spesso la sua solitudine e il rimpianto di essere rimasto senza neanche la compagnia di un figlio. Quando gli propongono i adottare JJ, Hyung Chul risponde con entusiasmo, presentandosi come al ragazzo come un padre attivo, propositivo e complice. Il profondo legame instaurato col figlio adottivo, lo portano ad avvicinarsi alla moda e al mondo punk-rock.
Yunhee
Madre di Kai e Gelda, ama teneramente JJ che tratta, senza distinzioni, come un figlio adottivo. Ragazza-madre, ha incontrato il marito alla banca presso la quale aveva cercato di contrarre un prestito. Premurosa madre di famiglia, Yunhee ha preferito sposarsi per gratitudine e motivi economici, senza mai dare il proprio cuore al marito, ma all'artista Sidney.
Sidney J. Cobai
Pittore ed amante di Yunhee. È il padre biologico di Kai, ma padre e figlio mai si sono visti sino all'incontro fatidico in cui Kai sarà costretto a sparare al genitore.